# Tyto almae
Tyto almae é uma espécie de ave da família Tytonidae endêmica da ilha de Seram, na Indonésia. O epíteto específico homenageia Alma Jønsson, filha de Knud Andreas Jønsson, um dos pesquisadores que descreveram a nova espécie. Embora não aja dados sobre a população, a coruja pode estar ameaçada de extinção devido a perda do habitat.